# Albert Warner
Albert Warner, nato Aaron Wonsal o Wonskolaserbaum (Krasnosielc, 23 luglio 1884 – Los Angeles, 26 novembre 1967), è stato un produttore cinematografico statunitense, fondatore coi fratelli Harry, Sam e Jack della Warner Bros. Studios.

## Biografia
Nato in Polonia, si trasferì nel 1887 con la famiglia in Canada, per poi giungere nello Stato dell'Ohio.